# Mosman
Mosman è una località del municipio omonimo, nella città di Sydney. Deve il suo nome ad Archibald Mosman, uno dei primi ad avere la concessione di questo territorio. Famosa è la sua baia dove, tra l'altro, carenò la HMS Sirius ammiraglia della Prima Flotta della regina di Inghilterra, da cui il nome originario della baia di Mosman che era Great Sirius Cove (letteralmente "Grande insenatura di Sirius").

## Storia
Come è noto gli aborigeni hanno popolato l'Australia per oltre 50.000 anni.  Il più famoso, tra loro, nativo di Mosman è stato Bungaree che visse nel periodo dal 1775 al 1830. Cresciuto secondo le tradizioni locali, ebbe un trauma con l'avvento degli Europei perché molti dei suoi compagni di tribù morirono ed egli decise di imbarcarsi con Matthew Flinders per poi circumnavigare l'Australia.
Al suo ritorno divenne capo della sua tribù e gli furono date delle terre. In seguito, ebbe contatti con esploratori di numerosi paesi tra i quali russi e francesi e fu ritratto molte volte. Le opere furono esposte a Londra, Parigi e Mosca.
Di seguito i principali eventi accaduti a Mosman:
- 1831 Concessione delle terre circostanti la "Great Sirius Cove" (attuale baia di Mosman) a John Bell and Archibald Mosman (da cui il nome dello stesso municipio).
- 1893 Si costituisce il Municipio di Mosman e Richard Harnett viene eletto sindaco. Inizia il primo servizio di tram da Mosman alla parte Nord di Sydney.
- 1900 Vengono aperte le banche E.S. and A. Bank nella zona di "Spit Junction" ed una stazione di polizia in Bradleys Head Road.
- 1922 Aperta la prima "Intermediate High School" ed inaugurata la strada Dalton Road costruita dalla municipalità.
- 1947 Inizia la mostra annuale della  "Mosman Art Prize competition".
- 1998 Apertura della Mosman Art Gallery, Community and Cultural Centre diretta da sua eccellenza G.G. Sir William Deane.

## Geografia fisica
Il municipio di Mosman è situato a Nord-Est dal centro o meglio dalla City di Sydney, 
ha numerosi e grandi parchi ed anche una stupenda spiaggia, Balmoral Beach, dove sulla scogliera che la costeggia si possono vedere dei trilobiti di età preistorica.
Il quartiere è molto ricco e sostanzialmente costituito da villette, con giardini molto curati, in stile anglosassone; è adiacente a quello di Manly di cui sono famose le lunghe spiagge dove, molto spesso, ci si può imbattere in arditi surfisti, data la presenza di squali.

## Eventi
Nel corso dell'anno la municipalità organizza numerosi eventi tra cui:
1. Mosman Festival
2. Art Market
3. Mosman Village Festival of Sculpture

Tra le cose più interessanti c'è da sottolineare la presenza dell'Australian Gaelic Singers un'associazione che cerca di diffondere la lingua e la canzone Gaelica.
Il giornale locale è il Mosman Daily   dove si possono trovare ulteriori informazioni relativamente alla cittadinanza e dei quartieri a Nord della città.